# Дорогу Нодді

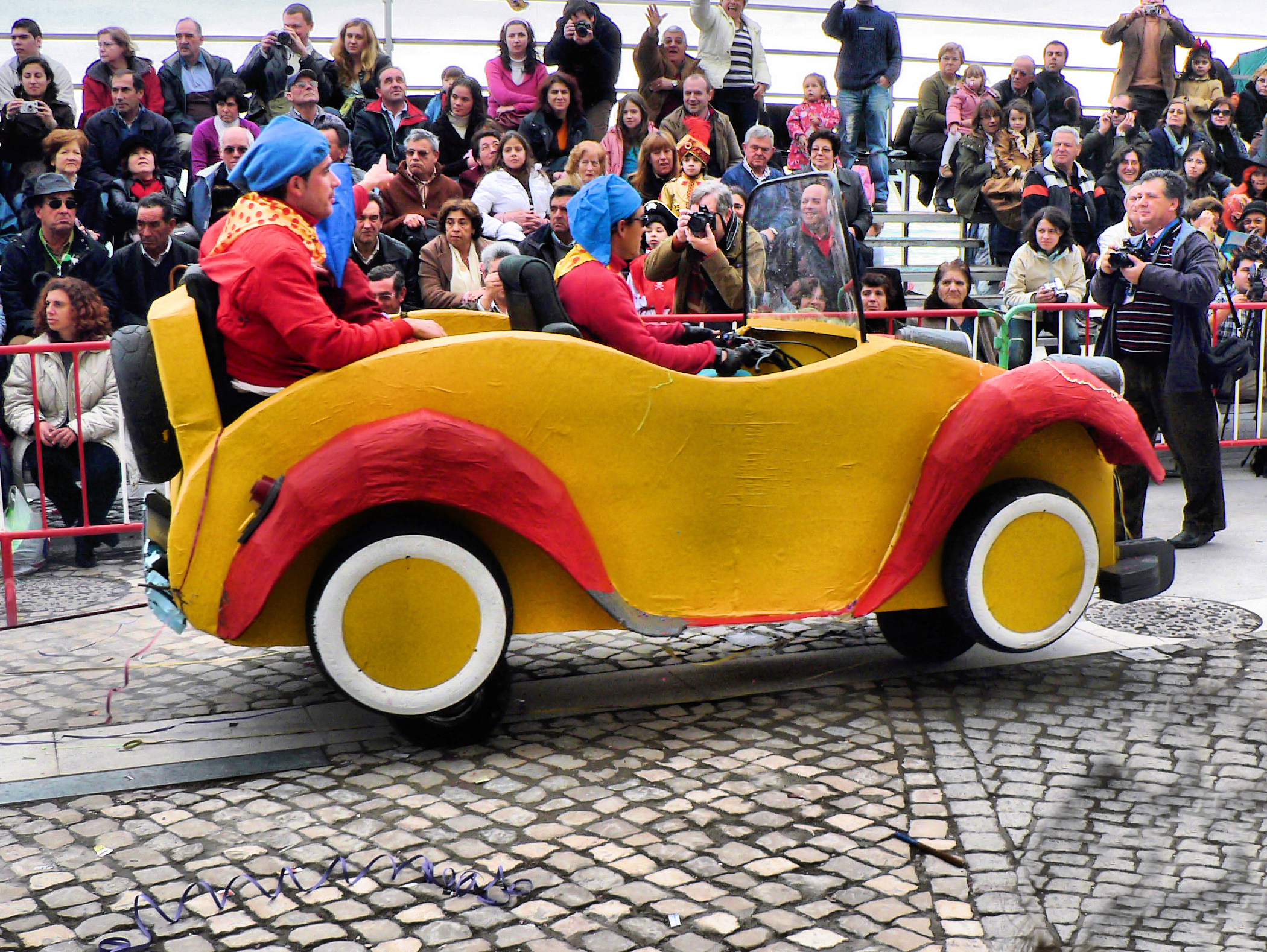
Костюм Нодді на карнавалі в Сезімбра в 2008 році

Дорогу Нодді (англ. Make Way for Noddy, також відомий як Іграшкова країна) — американо-британський анімаційний мультсеріал для дітей спільного виробництва компаній Chorion (Велика Британія) і SD Entertainment (США). 

## Опис
Ґрунтується на персонажі по імені Нодді англійської письменниці  дитячих книг Енід Блайтон і вперше був показаний в ефірі 12-хвилинними частинами в рамках передачі «Milkshake!» («Молочний коктейль») на британському  5 каналі в період з 2 липня 2005 року по 16 червня 2007 рік.
Станом на 2005 рік американська версія початку транслюватися публічне мовлення (PBS) в США півгодинними частинами. Ця версія мала продовжений формат: вона складалася з двох 12-хвилинних частин та нового матеріалу. На додаток до епізодів історії за участю Нодді і його друзів, формат на PBS включав дві 3-хвилинні програмні врізки (інтерстиціальні програми), відеокліпи і Футажі британської телеведучої Наомі Уілкінсон з передачі «Milkshake!». Інтерстиційна програма «Скажіть це з Нодді» навчала різним іноземним словами від імені персонажа-робота на ім'я Whizz (озвученого Меттом Хіллом). Хоча більшість з персонажів Нодді були переозвучені з видаленням їх англійського акценту, в промові самої Наомі присутній сильний англійський акцент і в розмові використовуються  британські англійські слова і фрази. Показ супроводжувався піснями на музику Mark Sayer-Wade і слова Джуді Ротман.
Восени 2018 року офіційний канал українською мовою (всі серії) для вільного перегляду через YouTube.

## Концепція
Серіал про персонажа Нодді, маленькому дерев'яному хлопчика, який живе в країні іграшок в маленькому провінційному містечку в Англії. Іграшки оживають і Нодді відчуває ряд нескінченних пригод, потрапляючи в смішні, а іноді і складні ситуації. Основні персонажі включають в себе сержанта дядька Віллі, сержанта Брести і ведмедя Тессі. Британський серіал в цілому, є сьомою телевізійною адаптацією персонажа, створеного Енід Блайтон, і складається лише з 12-хвилинних частин. Основною аудиторією є діти дошкільного віку.

## Адаптація і трансляція
Персонаж був створений в 1949 році при написанні книги «Нодді відправляється в країну іграшок» («Noddy Goes to Toyland») і на сторінках ілюстрацій зображувався як невелика тряпічная лялька з темними рисами обличчя. Вперше був адаптований для телебачення в 1975 році. Його творець і автор книги — Енід Блайтон, всесвітньо відома дитяча письменниця, автор близько 700 книг, перекладених на 40 іноземних мов, і виданих в цілому 400 млн. Екземплярами. Заслуживши премію «Еммі», серіал з великим успіхом транслювався у Великій Британії, Франції та США. На основі британської версії серіалу з 6 лютого 2006 року розпочав виходить в ефір і в Німеччині на телеканалі Nickelodeon. У країнах свого показу з любов'ю намальовані і анімовані комп'ютерною графікою персонажі радували і продовжують радувати дітей і їх батьків різноманітністю сюжетів серій і повної веселощів, сміху і хвилювань життям героїв. в цілому знято 54 епізоди серіалу.
| Країна          | року                     | Телеканал                                                  | ефір                              |
| --------------- | ------------------------ | ---------------------------------------------------------- | --------------------------------- |
| Велика Британія |                          | 5 канал і S4C (Уельс)                                      |                                   |
| border          |                          | PBS Kids, PBS Kids Sprout, NBC Kids, Discovery Kids (Азія) |                                   |
| Філіппіни       |                          | Disney Junior, Q 11, GMA Network                           |                                   |
| Індія           |                          | Cartoon Network, Pogo                                      |                                   |
| Португалія      |                          | RTP1, RTP2, Canal Panda                                    |                                   |
| Польща          |                          | TVP1, TV Polonia                                           |                                   |
| Україна         | c 2015 по даний час      | К1                                                         |                                   |
| Росія           | з 2014 по 2017 рік       | TiJi, Карусель                                             | неділю в різний час               |
| Франція         | з 2011 по теперішній час | TiJi, France 5, Canal J                                    | по буднях і вихідних в різний час |
| Казахстан       | c 2016 по даний час      | 7 канал, КТК                                               | По буднях о 11:30 та 19:35        |

## Персонажі
- Нодді
- Великі вуха
- Ведмедик Тессі
- Пес Бампі
- Гобліни (Слай і Гобл)
- Містер Плід

### Другорядні персонажі
- Рожева Кішка
- Лялька Діна
- Ведмедик Таббі
- Мавпочка Марто
- Містер Джамбо
- Зловтішно Миша
- кеглі
- Машина Нодді

## Відгуки і заслуги
Студія SD Entertainment в своєму прес-релізі писала, що: «цей новий серіал введе нове положення справ в сучасні технології анімації. Це удосконалення, використовуючи останні розробки розширеної комп'ютерної 3D графіки, зробить улюбленого дитячого класика ще більш привабливим для наступного покоління. [Компанія] SD буде створювати і проектувати 100 оригінальних епізодів».
Серіал удостоєний Денний премії «Еммі» на церемонії 13 травня 2000 року в номінації «За видатні досягнення в проектуванні/дизайні костюмів» («Outstanding Achievement in Costume Design / Styling») — за роботу дизайнера костюмів Juul Haalmeyer.

## Список серій
| № епізоду | Назва                              | опис |
| --------- | ---------------------------------- | ---- |
| 01        | Занадто багато Нодді               |      |
| 02        | Нодді і Таксі                      |      |
| 03        | Нодді і чарівні волинка            |      |
| 04        | Нодді приймає гостя                |      |
| 05        | Ідеальний подарунок Нодді          |      |
| 06        | день везіння                       |      |
| 07        | У Містера Плода на день            |      |
| 08        | Стрибуча тривога в місті іграшок   |      |
| 09        | рожеві коліки                      |      |
| 10        | Домашня курка Нодді                |      |
| 11        | Нодді йде за покупками             |      |
| 12        | Тримайся за шапку, Нодді           |      |
| 13        | Футбол в місті іграшок             |      |
| 16        | Велосипед для містера великі вуха  |      |
| 17        | Нодді і голос Плода                |      |
| 18        | Мишка Таббі навпаки                |      |
| 19        | Не бійся, Нодді                    |      |
| 20        | секундомір гоблінів                |      |
| 21        | Містер Спаркс і зламані годинник   |      |
| 22        | Нодді на колесах                   |      |
| 23        | викрадач квітів                    |      |
| 24        | Нодді шукає скарби                 |      |
| 25        | Містер Плід і пташка в клітці      |      |
| 26        | Похмурий день в іграшковому Країні |      |
| 27        | Неприємності машини Нодді          |      |
| 28        | День собачки Бампі                 |      |
| 29        | Вежа вийшла з-під контролю         |      |
| 30        | Нодді і неслухняний скриню         |      |
| 31        | особлива кегля                     |      |
| 32        | ягідна місяць                      |      |
| 33        | будильник Нодді                    |      |
| 34        | Сільське пригода міс Пінк          |      |
| 35        | великий чих                        |      |
| 36        | Чарівна гумка                      |      |
| 37        | У Діни вихідний                    |      |
| 38        | Знайти впала зірку                 |      |
| 39        | Шофер міс Пінк                     |      |
| 40        | Одяг Нодді на свободу              |      |
| 41        | Командир пожежної бригади Діна     |      |
| 42        | День добрих вчинків Гобліна        |      |
| 43        | Нодді — кращий водій у світі       |      |
| 44        | Подарунки від Гобліна              |      |
| 45        | Нодді біжить за веселкою           |      |
| 46        | Вище всіх                          |      |
| 47        | Нодді і чарівні стаканчики         |      |
| 48        | Маленька проблема містера Плода    |      |
| 49        | Нодді і височенний квітка          |      |
| 50        | Велике перетворення гобеленів      |      |
| 51        | Справа про зниклого м'ячику        |      |
| 52        | Гонка за поїздом                   |      |
| 53        | Сюрприз для Тессі                  |      |
| 55        | Шоколадна мрія Таббі               |      |
| 56        | Яка дивна погода                   |      |
| 57        | Чи не прощай мене                  |      |
| 58        | Гонка на велосипедах               |      |
| 59        | Лягай, містер Неваляшка            |      |
| 60        | Зниклий голос машини Нодді         |      |
| 61        | Нодді в Задзеркаллі                |      |
| 62        | Містер Плід потрапляє до в'язниці  |      |
| 63        | витівка гоблінів                   |      |
| 64        | Нодді і великий курячий переполох  |      |
| 65        | Пан гоблін Таббі                   |      |
| 66        | Просто будь собою, Нодді           |      |
| 67        | Гоблін і фарба невидимка           |      |
| 68        | Чи не спізнюйся, Нодді             |      |
| 69        | Нодді і зламана посуд              |      |
| 70        | Нодді і художник                   |      |
| 71        | Особливе ставлення до Нодді        |      |
| 72        | Нодді будує ракету                 |      |
| 73        | Містер Плід — Кращий поліцейський  |      |
| 74        | Ні хвилинки сну для Нодді          |      |
| 75        | Великі вуха на день                |      |
| 76        | зниклий дзвіночок                  |      |
| 77        | Вище, і вище, і вище               |      |
| 78        | Велика вигадка                     |      |
| 79        | Сімейне дерево Нодді               |      |
| 80        | Гра в слух                         |      |
| 83        | Нодді Хороший сусід                |      |
| 84        | Нодді потрібні ліки                |      |
| 85        | Нодді і смішні фото                |      |
| 86        | Нодді заблукав                     |      |
| 87        | Нодді і гра в прізвиська           |      |
| 88        | Нодді всім допомагає               |      |
| 89        | Нодді і втрачений інструмент       |      |
| 90        | Велика знахідка Нодді              |      |
| 91        | У Нодді є важкий день              |      |
| 93        | Пес Бамбі в гостях                 |      |
| 94        | Парад в місті іграшок              |      |
| 95        | Картковий будиночок Нодді          |      |
| 96        | Банановий пиріг мавпочки Марто     |      |
| 97        | Нодді і Кегли                      |      |
| 98        | Це мій номер                       |      |
| 99        | Зниклі пиріжки Нодді               |      |
| 100       | Зачарований дзвіночок              |      |